# Bisbat de Tepic
El bisbat de Tepic  (espanyol: Diócesis de Tepic, llatí: Dioecesis Tepicensis) és una seu de l'Església Catòlica a Mèxic, sufragània de l'arquebisbat de Guadalajara, i que pertany a la regió eclesiàstica Occidente. Al 2013 tenia 1.168.480 batejats sobre una població de 1.325.985 habitants. Actualment està regida pel bisbe Luis Artemio Flores Calzada.

## Territori
La diòcesi comprèn part dels estats mexicans de Nayarit i Jalisco.
La seu episcopal és la ciutat de Tepic, on es troba la catedral de Immaculada Concepció de Maria Verge.
El territori s'estén sobre 22.777 km², i està dividit en 92 parròquies.

## Història
La diòcesi va ser erigida el 23 de juny de 1891 mitjançant la butlla Illud in Primis del Papa Lleó XIII, prenent el territori de l'arquebisbat de Guadalajara.

## Cronologia episcopal
- Ignacio Díaz y Macedo † (19 de gener de 1893 - 14 de juny de 1905 mort)
- Andrés Segura y Domínguez † (6 d'agost de 1906 - 13 d'agost de 1918 mort)
- Manuel Azpeitia Palomar † (10 d'agost de 1919 - 1 de març de 1935 mort)
- Anastasio Hurtado y Robles † (21 de desembre de 1935 - 13 de juliol de 1970 jubilat)
- Adolfo Antonio Suárez Rivera † (14 de maig de 1971 - 8 de maig de 1980 nomenat bisbe de Tlalnepantla)
- Alfonso Humberto Robles Cota † (12 de gener de 1981 - 21 de febrer de 2008 jubilat)
- Ricardo Watty Urquidi, M.Sp.S. † (21 de febrer de 2008 - 1 de novembre de 2011 mort)
- Luis Artemio Flores Calzada, dal 30 de març de 2012

## Estadístiques
A finals del 2014, la diòcesi tenia 1.168.480 batejats sobre una població de 1.325.985 persones, equivalent al 88,1% del total.
| any  | població  | població  | població | sacerdots | sacerdots       | sacerdots       | sacerdots             | diaques | religiosos | religiosos | parròquies |
| ---- | --------- | --------- | -------- | --------- | --------------- | --------------- | --------------------- | ------- | ---------- | ---------- | ---------- |
| any  | batejats  | total     | %        | total     | clergat secular | clergat regular | batejats por sacerdot | diaques | homes      | dones      |            |
| 1949 | 292.000   | 300.000   | 97,3     | 68        | 63              | 5               | 4.294                 |         | 5          | 53         | 20         |
| 1966 | 480.000   | 500.000   | 96,0     | 119       | 112             | 7               | 4.033                 |         | 14         | 172        | 20         |
| 1968 | 480.000   | 500.000   | 96,0     | 127       | 119             | 8               | 3.779                 |         | 18         | ?          | 20         |
| 1976 | 620.000   | 635.000   | 97,6     | 152       | 144             | 8               | 4.078                 |         | 16         | 153        | 53         |
| 1980 | 809.000   | 830.000   | 97,5     | 155       | 146             | 9               | 5.219                 | 1       | 16         | 143        | 55         |
| 1990 | 1.160.000 | 1.210.000 | 95,9     | 170       | 158             | 12              | 6.823                 |         | 19         | 252        | 106        |
| 1999 | 883.105   | 981.227   | 90,0     | 200       | 193             | 7               | 4.415                 |         | 15         | 273        | 65         |
| 2000 | 895.468   | 994.964   | 90,0     | 200       | 193             | 7               | 4.477                 |         | 15         | 273        | 66         |
| 2001 | 1.068.671 | 1.088.873 | 98,1     | 202       | 195             | 7               | 5.290                 |         | 15         | 275        | 66         |
| 2002 | 1.068.671 | 1.088.773 | 98,2     | 222       | 215             | 7               | 4.813                 |         | 7          | 271        | 65         |
| 2003 | 1.068.671 | 1.088.773 | 98,2     | 210       | 201             | 9               | 5.088                 |         | 9          | 279        | 65         |
| 2004 | 1.068.671 | 1.088.773 | 98,2     | 226       | 217             | 9               | 4.728                 |         | 9          | 266        | 65         |
| 2010 | 1.107.800 | 1.139.584 | 97,2     | 215       | 208             | 7               | 5.152                 |         | 11         | 204        | 78         |
| 2014 | 1.168.480 | 1.325.985 | 88,1     | 214       | 207             | 7               | 5.460                 |         | 11         | 194        | 92         |